# Villorba
Villorba település Olaszországban, Veneto régióban, Treviso megyében. Lakosainak száma 17 523 fő (2023. január 1.). Villorba Carbonera, Povegliano, Spresiano, Treviso, Arcade és Ponzano Veneto községekkel határos.

## Népesség
A település népességének változása:
| Lakosok száma | 17 984 | 17 879 | 17 523 |
|               | 2017   | 2018   | 2023   |